# Eifel-Maar-Kaserne

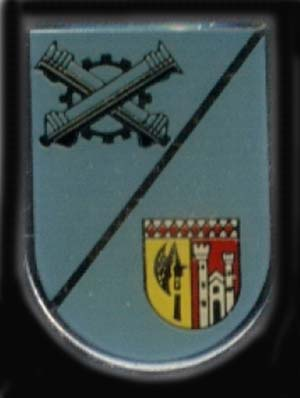
Internes Verbandsabzeichen des ehemaligen Munitionsdepots Ulmen

Die Eifel-Maar-Kaserne in Ulmen (Rheinland-Pfalz) war eine Liegenschaft der Bundeswehr, die am 25. Juni 1997 geschlossen wurde. In der Kaserne war das III. Bataillon des Luftwaffenausbildungsregiments 2 stationiert. Das Gelände ist heute der Eifel-Maar-Park mit Einrichtungen für Menschen mit Behinderung, Freizeit und Sport sowie gewerblichen Betrieben.

## Lage
Die Kaserne befand sich nordwestlich des Zentrums von Ulmen nördlich der Bundesautobahn 48 und westlich der Bundesstraße 259. Unmittelbar südostwärts der Kaserne lag die Standortverwaltung Ulmen, heute eine Außenstelle des Bundeswehr-Dienstleistungszentrums in Mayen. Zwei Kilometer ostwärts, auf der anderen Seite von Ulmen, liegt eine Standortschießanlage.

## Benennung
Die Kaserne wurde nach der Lage in der Eifel und den dortigen Maaren benannt.

## Geschichte
Die Kaserne wurde etwa 1962 eröffnet. Am 11. März 1995 wurde die Schließung der Kaserne angekündigt. Ende Juni 1996 endete die Grundausbildung in den dort stationierten Luftwaffenausbildungseinheiten. Am 24. Oktober 1996 erfolgt die offizielle Verabschiedung des dort stationierten Bataillons statt.
Anschließend begann die Konversion, bei der 20 Millionen Euro, davon etwa die Hälfte aus öffentlichen Mitteln, investiert wurden.

## Dienststellen
Folgende Dienststellen waren in der Kaserne stationiert:
- III./Luftwaffenausbildungsregiment 2
  - 13./LwAusbRgt 2
  - 14./LwAusbRgt 2
  - 15./LwAusbRgt 2
  - 16./LwAusbRgt 2
  - Luftwaffensanitätsstaffel III./Luftwaffenausbildungsregiment 2
  - Luftwaffensanitätstrupps 1 bis 4 III./Luftwaffenausbildungsregiment 2
- Flugabwehrraketenregiment 2 (1965–1966; Verlegung nach Gießen)
- Flugabwehrregiment 2 (1963–1965; Umbenennung in FlaRakRgt 2)
- Luftwaffenflugabwehrbataillon 48 (1962–1965; Umbenennung in FlaRakBtl 39)
- Flugabwehrraketenbataillon 39 (1965–1970; Verlegung nach Flensburg)
- Fernmeldedienstgruppe 421/40
- Standortfeldwebel Ulmen
- Flugabwehrkanonenbatterie 24 (Geräteeinheit)
- Luftwaffensicherungsstaffel 56012 (Geräteeinheit)
- Luftwaffensicherungsstaffel 57011 (Geräteeinheit)